# Epigono

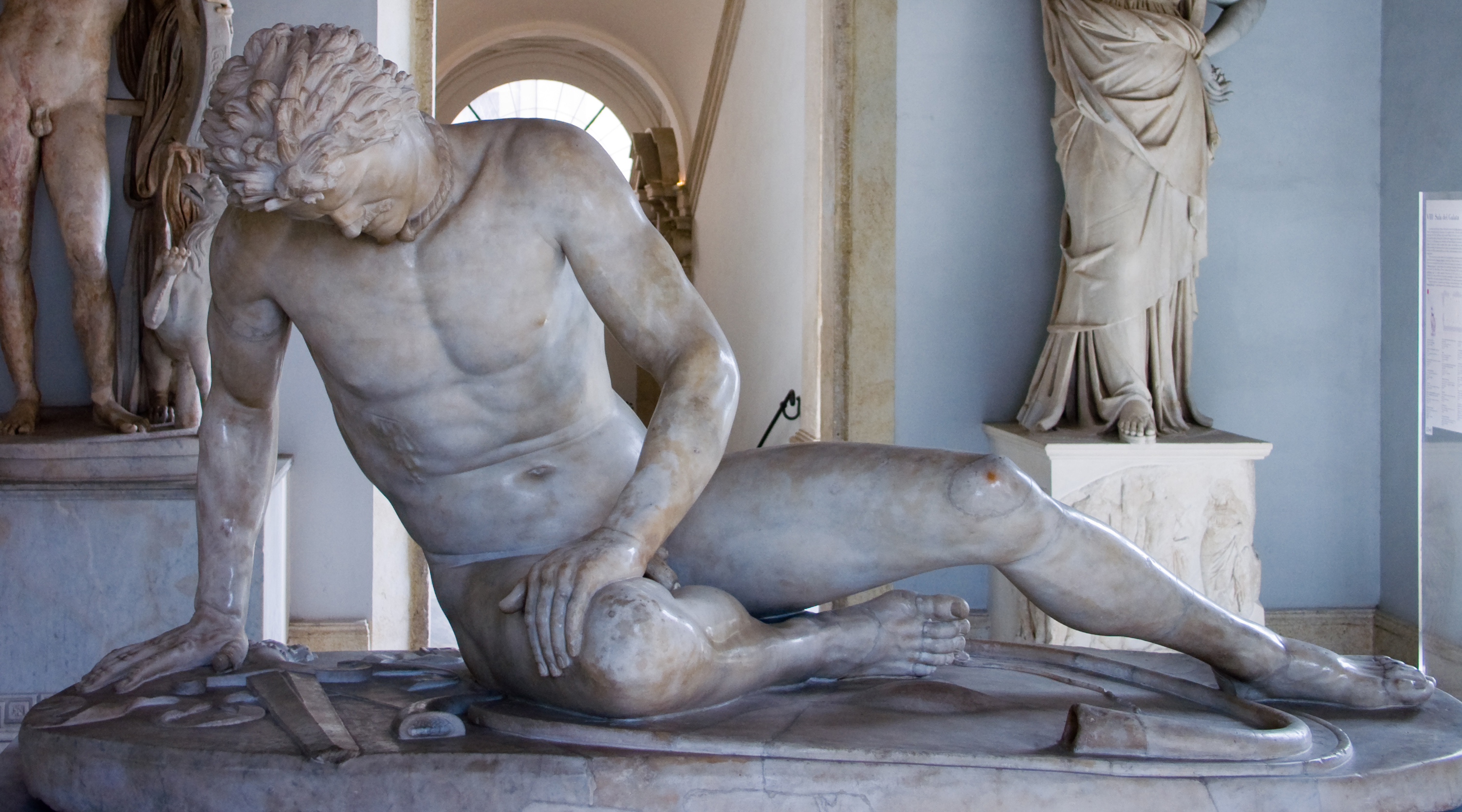
Il Galata morente è una copia di epoca romana di un'opera di Epigono. Roma, Musei Capitolini S747.

Epigono (Pergamo, III secolo a.C. – ...) fu uno scultore ellenistico, attivo alla corte del Regno di Pergamo, nella seconda metà del III secolo a.C. (263 - 197 a.C. circa), forse già al tempo di Eumene I; la sua attività è legata soprattutto alla politica culturale propagandistica di Attalo I, volta a replicare quella che fu la posizione dell'Atene classica.

## Biografia
Esponente della scuola di Pergamo, prese in qualche modo il posto di Firomaco alla corte degli Attalidi per i quali eseguì opere celebrative delle vittorie sui Galati. L'opera maggiormente nota alla quale partecipò Epigono fu dedicata da Attalo I a Pergamo nel santuario di Atena Nikephoros; è detta Donario circolare per distinguerla da un secondo donario, più tardo, costruito su una struttura lineare. Il Donario circolare aveva una base cilindrica e sosteneva probabilmente cinque gruppi bronzei; restano l'iscrizione della base, riutilizzata in epoca romana, che ricordava il dedicante e l'occasione della dedica, ossia la vittoria sui Galati al Caicó, e due copie marmoree datate alla prima metà del I secolo a.C.: il Galata morente, sicura opera di Epigono, descritta da Plinio (Nat. hist., XXXIV, 88) e il Galata suicida.
La firma di Epigono, assente nell'iscrizione del Donario circolare, è presente nell'iscrizione relativa al Grande donario, così chiamato per distinguerlo dal Piccolo donario fatto erigere sull'acropoli di Atene da Attalo II e descritto da Pausania (I, 25, 2). Il Grande donario dedicato da Attalo I nel 223 a.C. doveva rappresentare le otto battaglie ricordate dall'iscrizione. Di tale opera resta forse la copia della testa di un Persiano, conservata al Museo Nazionale Romano.
Di altre opere di Epigono rimangono le basi firmate a Pergamo, tutte databili alla seconda metà del III secolo a.C.; tra queste una relativa ad una biga, o quadriga, con Attalo, fratello di Filetero e padre di Attalo I, e il monumento bronzeo a quest'ultimo dedicato dal suo generale Epigenes (datato intorno al 228 a.C.).